# 帕索拉節

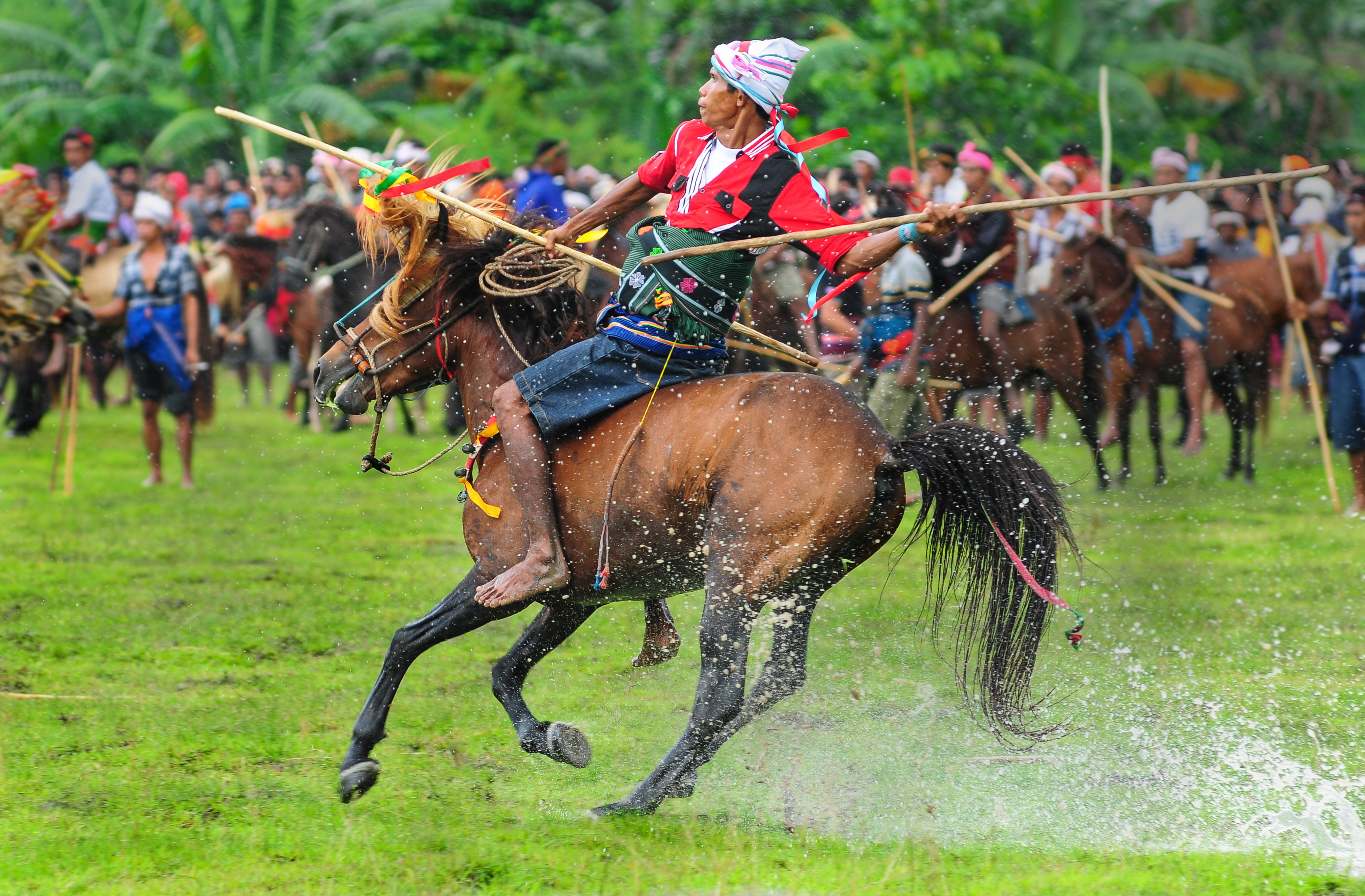
帕索拉節, 2014

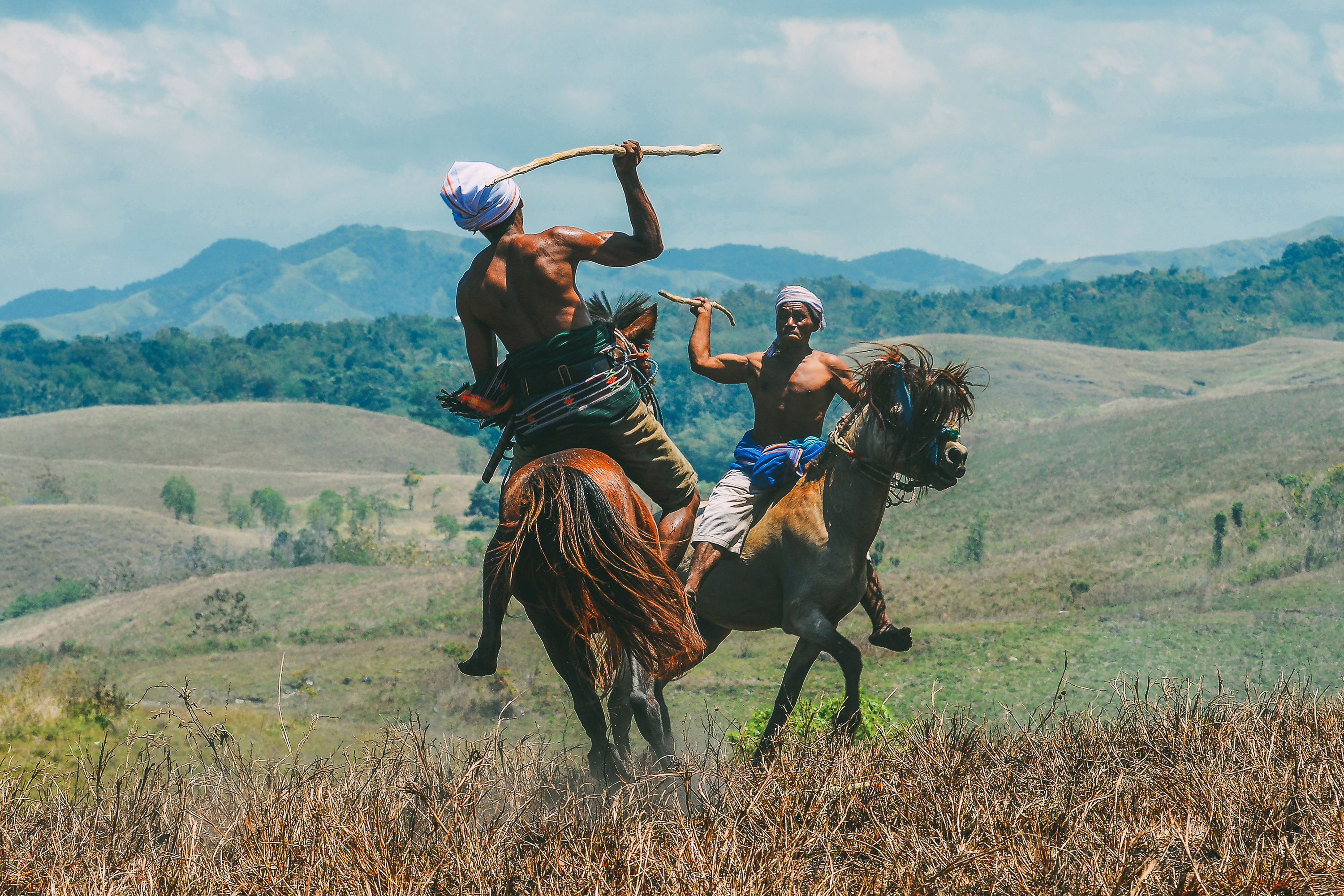
帕索拉節, 2016

帕索拉節是印尼松巴島上一年一度歷久不衰的傳統騎馬長矛比賽，通常在二月或三月舉行，實際舉辦日期取決於一種特別的海蟲Nyale的到來。